# Kirchdorf (Dolna Saksonia)
Kirchdorf – miejscowość i gmina Niemczech, w kraju związkowym Dolna Saksonia, w powiecie Diepholz, siedziba gminy zbiorowej Kirchdorf.